# Mira Loma (Kalifornija)
Mira Loma je naseljeno područje za statističke svrhe u američkoj saveznoj državi Kalifornija. Prema popisu stanovništva iz 2010. u njemu je živjelo 21.930 stanovnika.